# Un si joli crime
 (juillet 2023).
Un si joli crime est un roman policier, sorti en 2020, de l'auteur et éditeur américain Christopher Bollen. Il s'agit du quatrième roman de Bollen, rédigé en 2018 lors d'un séjour en résidence artistique à Paris et publié pour la première fois aux États-Unis par Harper le 28 janvier 2020.
L'histoire, qui se déroule à Venise, se concentre sur le couple formé par Nick Brink et Clay Guillory. Celui-ci a hérité d'une collection d'argenterie de contrefaçon, que le couple vend à une connaissance aisée de Clay. La supercherie mène rapidement à des crimes plus graves : Clay tente ainsi de vendre une propriété de luxe qu'il ne possède pas complètement et Nick assassine un expert en argenterie qui menaçait de révéler leur première arnaque. Bollen a décrit Un si joli crime comme son roman le plus personnel à ce jour, avec des éléments de l'intrigue et de l'histoire des personnages inspirés de sa propre vie. L'ouvrage s'intéresse au surtourisme et à la dépopulation de Venise, ainsi qu'à l'intersection entre avarice, moralité et classe sociale.
Un si joli crime est arrivé en finale du Los Angeles Times Book Prize dans la catégorie roman policier/thriller en 2020. Il a reçu un accueil mitigé des critiques, qui ont généralement loué la représentation de Venise et la relation entre les personnages, mais dont les avis divergent quant à l'efficacité du rythme du récit. Le livre a été comparé aux œuvres de Patricia Highsmith et en particulier à son roman Monsieur Ripley (1955).

## Résumé

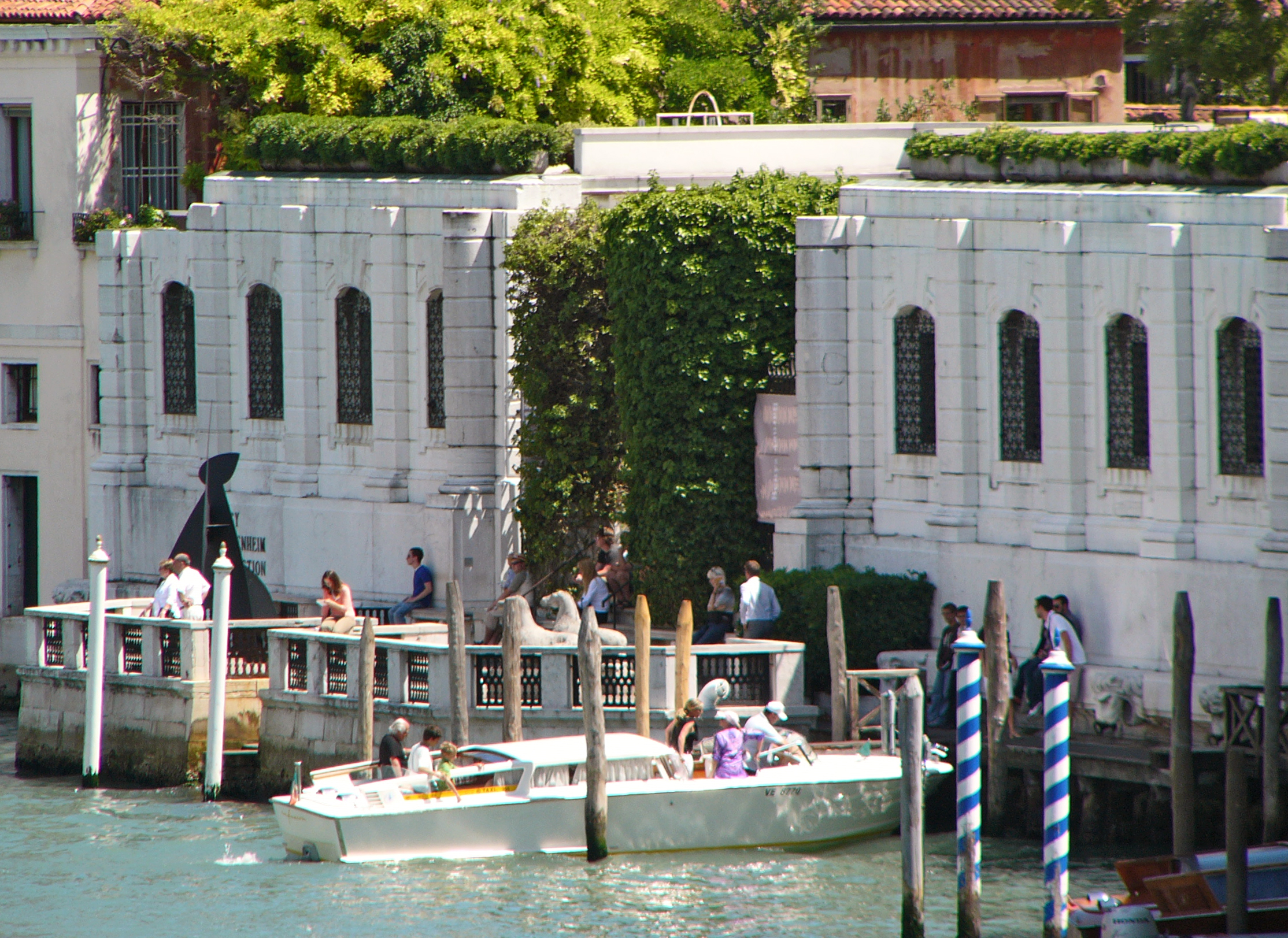
Peggy Guggenheim Collection

Nick Brink et son petit ami Clay Guillory arrivent à Venise, laissant derrière eux leur existence new-yorkaise. Ils se sont rencontrés deux mois plus tôt à la commémoration organisée en mémoire de Freddy van der Haar, le précédent petit ami de Clay, à qui il a légué de l'argenterie et les parts qu'il possédait sur un palace vénitien surnommé « Il Dormitorio ». En découvrant que l'argenterie est fausse, Nick et Clay mettent au point un plan pour rembourser leurs dettes en vendant la collection à Richard West, un riche Américain en exil qui finance des projets de conservation du patrimoine culturel à Venise. Quatre ans plus tôt, tandis que Clay faisait un stage à la Peggy Guggenheim Collection, il avait travaillé en tant qu'assistant personnel de Richard. N'ayant pas réussi à décrocher un poste permanent au musée, Clay avait été dévasté d'apprendre que c'était Richard qui était responsable du refus et lui en avait gardé rancune.
Nick provoque une rencontre avec Richard, se faisant passer pour un expert en argenterie et dissimulant sa relation avec Clay. Il est invité à dîner chez Richard, dont la maison est mitoyenne avec Il Dormitorio. Quelques jours plus tard, Nick procède à une fausse authentification et convainc Richard d'acheter le service d'argenterie pour 750'000 dollars. Nick et Clay célèbrent la transaction réussie, mais Nick s'inquiète : combien de temps cet argent va-t-il durer ? Il met au point un plan pour vendre Il Dormitorio à Richard, qui cherche depuis longtemps à l'intégrer à sa propre résidence. Clay hésite, parce que la propriété appartient en partie à Cecilia, la sœur de Freddy, avec qui celui-ci n'avait plus de contact, mais il finit par accepter et s'envole pour Paris afin de se procurer de faux documents qui le désignent comme seul propriétaire de la demeure.

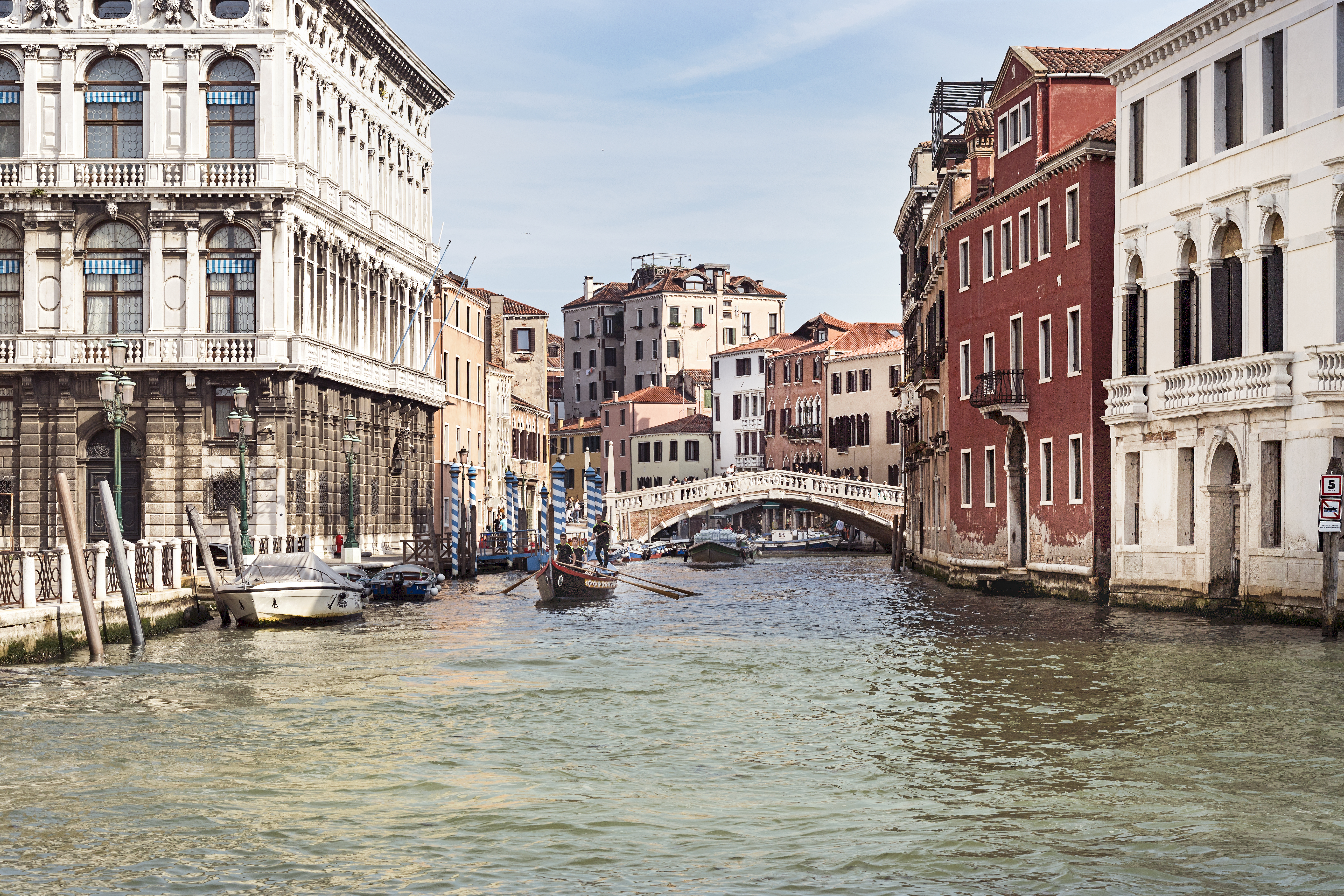
Le quartier de Cannaregio, où se trouve Il Dormitorio

Nick rend à nouveau visite à Richard, espérant le persuader de conclure l'achat de Il Dormitorio. Il est horrifié d'y rencontrer Dulles Hawkes, un expert en argenterie à la retraire que Richard a invité pour lui montrer la collection qu'il vient d'acheter. Dulles voit immédiatement qu'il s'agit de contrefaçons mais joue le jeu, menaçant par la suite de dénoncer la supercherie à moins que Nick n'accepte de se rendre le soir même à son hôtel pour coucher avec lui. Nick est forcé d'accepter. Par la suite, Dulles continue de faire chanter Nick, le poussant à coucher avec lui le jour suivant et réclamant la moitié des profits de l'arnaque. Nick, paniqué, suit Dulles jusqu'à l'ascenseur de l'hôtel, alors en réparation. Sans réfléchir, il le pousse dans la cage de l'ascenseur vide. Dulles meurt sur le coup et Nick prend la fuite.
Clay accepte de vendre Il Dormitorio à Richard pour quatre millions d'euros. Alors qu'il se rend à la rencontre au cours de laquelle la transaction doit être complétée, Clay est arrêté par l'assistant de Richard, Battista, qui a découvert que son employeur finance anonymement un plan de développement touristique dans la ville. Battista, qui s'oppose à ce projet de développement, prévient Clay que la rencontre est un piège ; Richard a retrouvé Cecilia, découvert que les documents sont des faux et prévenu la police. Richard, qui n'est toujours pas au courant de la relation entre Clay et Nick, révèle négligemment le piège à ce dernier. Fou de rage, Nick se bat avec Richard, qu'il frappe à la tête avec un cale-porte. Clay est suspecté, mais Battista lui fournit un alibi, exposant les investissements anonymes de Richard. L'agression est finalement attribuée à un contestataire inconnu. Richard, rendu muet à vie par ses blessures, est transféré dans une clinique neurologique à Leipzig. Nick déménage sur une île proche pour échapper à la surveillance des autorités tandis que Clay reste à Venise. Tous deux restent secrètement en contact. Cinq mois plus tard, lorsque la situation leur paraît assez sûre, Clay se rend sur l'île où ils fêtent leurs retrouvailles.

## Origine et publication

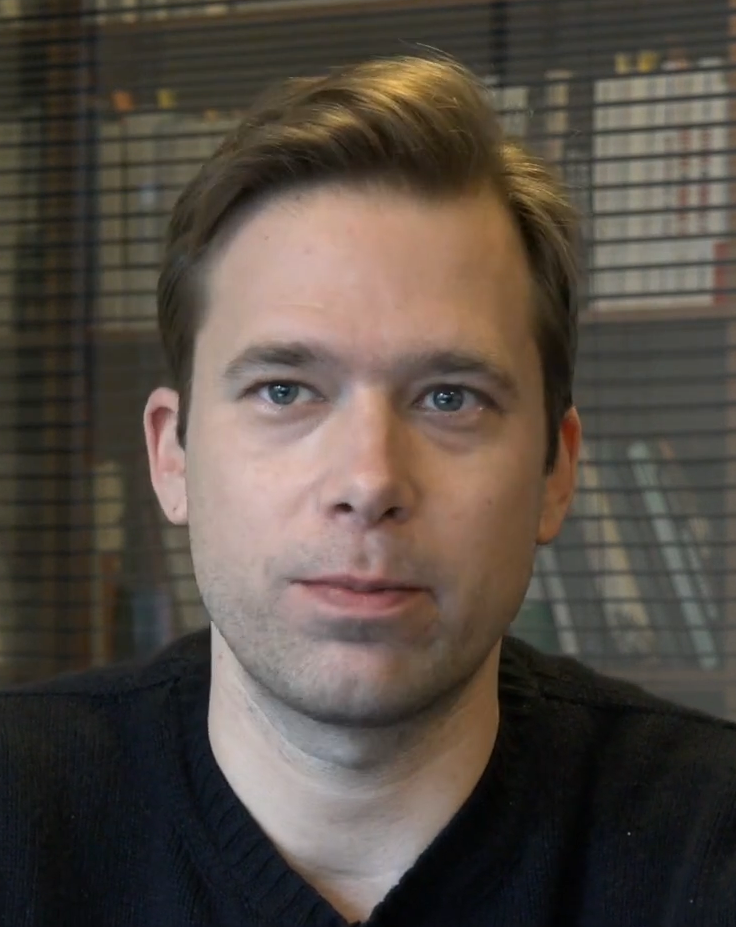
Bollen en 2016

Un si joli crime est le quatrième roman de Christopher Bollen, après Manhattan people (2011), Long Island (2015) et Beau ravage (2017). Bollen incorpore des aspects de sa propre vie dans l'intrigue et les personnages ; par exemple, lui et Nick ont tous deux grandi dans l'Ohio et, tout comme Clay, il a été stagiaire à la Peggy Guggenheim Collection après avoir obtenu son diplôme à l'université.
L'appartement vénitien où Nick loge est inspiré par celui où Bollen a vécu durant son stage, près de Campo Santa Margherita. Nick est en partie basé sur le personnage de Daisy Miller, de la nouvelle éponyme de 1879 de Henry James. Bollen, comparant les personnages, décrit Daisy comme quelqu'un « d'adorable mais imprudent, qui se retrouve mêlé à des situations risquées ». Bollen a choisi d'inclure la relation entre Nick, qui est blanc, et Clay, qui est noir, pour représenter « deux gars totalement américains » et pour souligner la diversité de la communauté LGBT,. Le personnage de Freddy van der Haar, qui représente la précédente génération d'hommes gays vivant à New York, est inspiré du photographe américain David Armstrong. Il avait un rôle plus important dans la première ébauche du roman,.
Bollen a décrit Un si joli crime comme son roman le plus personnel à ce jour. Il a dédicacé le livre au romancier Edmund White, qu'il décrit comme « quelqu'un que j'admirais vraiment et qui m'a montré le chemin », citant leur origine commune à Cincinnati et les œuvres homosexuels de White. White lui avait lui-même dédicacé en 2016 son roman Our Young Man,. Dans une interview accordée à Vogue Italia, Bollen explique que c'est Toto Bergamo Rossi, le directeur d'une organisation caritative de conservation du patrimoine culturel à Venise, qui lui avait parlé de l'architecture et de la langue italienne alors qu'il faisait des recherches pour son livre. Bollen a écrit Un si joli crime alors qu'il séjournait en 2018 dans un monastère parisien du 17e siècle ; le bref voyage de Clay à Paris résulte de la promesse que Bollen avait faite à son organisme de parrainage de faire se dérouler un des chapitres du livre dans cette ville,.
Une édition reliée de 400 pages de Un si joli crime a été publiée aux États-Unis par Harper le 28 janvier 2020,. La version de poche, éditée par Harper Perennial, est sortie le 12 janvier 2021. Quant au livre audio, lu par Tom Paige et d'une durée de onze heures, il a été publié par Harper Audio. Le critique du magazine AudioFile loue les émotions que Paige influe au récit, mais décrit les accents des personnages secondaires comme « incohérents ».[14]

## Thèmes

### Surtourisme

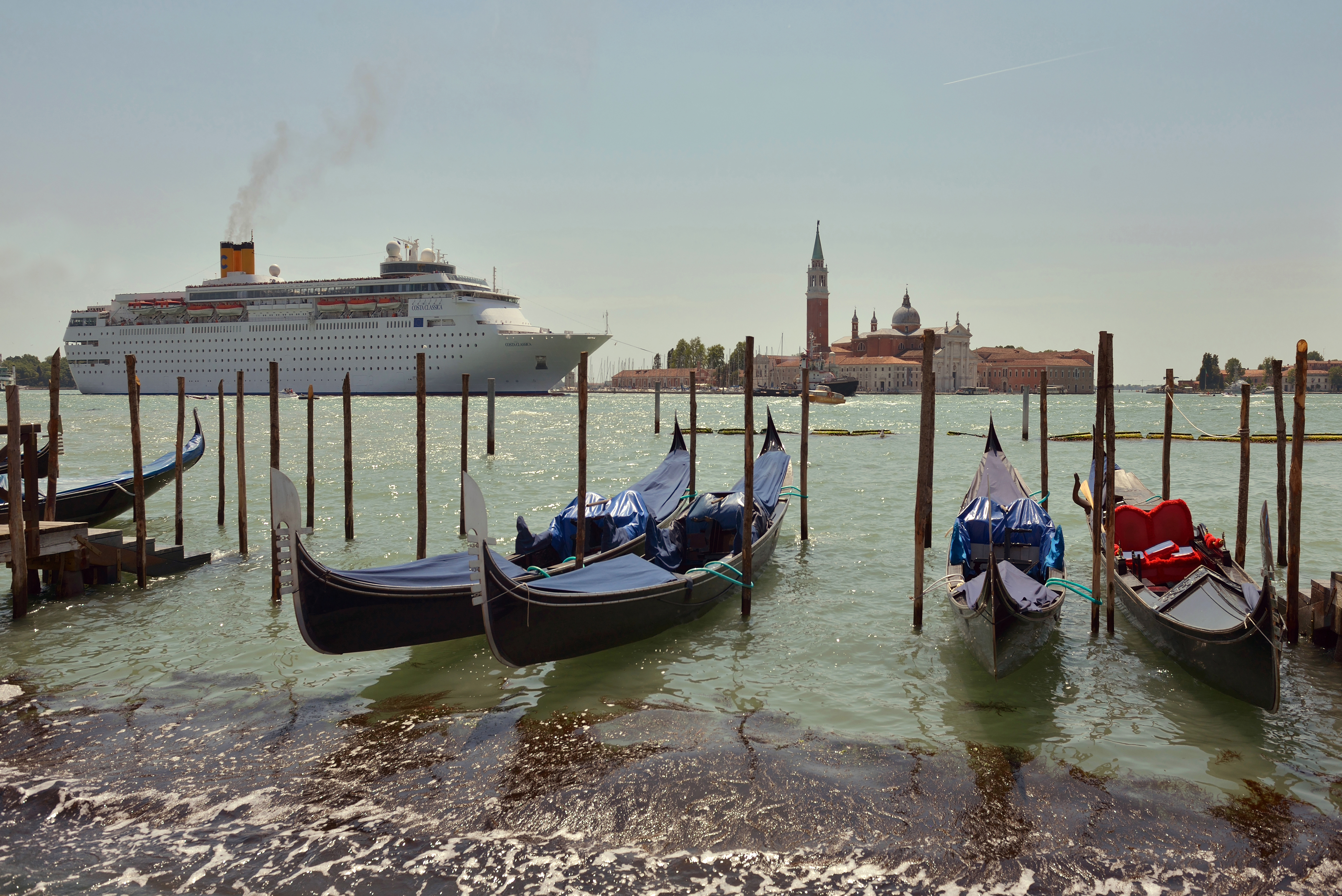
Un bateau de croisière passant devant le Bacino di San Marco à Venise

Venise est une destination touristique populaire. En 2019, on estimait que 25 millions de personnes visitaient la ville chaque année. Des études sur le surtourisme à Venise ont rapporté des conséquences négatives, comme le surpeuplement, un déclin des résidents permanents correspondant à l'augmentation des locations de vacances et une augmentation des déchets,,. Bollen, qui a réclamé le bannissement des navires de croisière et des locations Airbnb de la ville, a écrit dans un article pour le Daily Beast que Un si joli crime dépeint Venise comme une ville en crise, « prise dans la mâchoire d'un énorme requin »,.
Le livre s'intéresse au surtourisme et à la dépopulation de la ville, critique l'augmentation des locations Airbnb et inclut une scène où des résidents protestent contre les investissements étrangers, chantant « Mi non vado via mi resto ! » (« Je ne pars pas, je reste ! »), Pour John Copenhaver, qui écrit pour la Lambda Literary Foundation, le « crime principal » du livre n'est pas les manigances de Nick et Clay, mais « le siège [de Venise] par les touristes et les promoteurs étrangers ». Le mystère sous-jacent est l'identité de ceux qui détruisent la ville et qui reflètent la destruction de leur futur par Nick et Clay.

### Avarice et moralité
Lors d'une interview donnée pour Beau ravage, Bollen affirme sa volonté de créer des personnages homosexuels « complexes, d'une manière différente et novatrice » dans sa prochaine œuvre. Bien que Nick soit présenté comme un charmant et naïf garçon du Middle West, son avarice entraîne des conséquences désastreuses, à l'image du meurtre de Dulles. D'après Brian Alessandro, du journal Newsday, Bollen « arrache les personnages gays du ghetto des victimes ou des saints » avec Nick et Clay, criminels à la moralité ambigüe qui finissent par être forcés d'affronter les conséquences de leurs actes. Même s'ils commettent des crimes au nom de la cupidité et de la vengeance, ils sont représentés comme sympathiques.
La question des classes sociales est récurrente dans le roman ; le plan de Nick et Clay pour vendre des faux à Richard vient d'un désir de « se hisser socialement dans un milieu matérialise ». Dans leurs interactions avec Richard, d'autres personnages, ou l'un avec l'autre, Bollen souligne les effets des inégalités sociales dans les décisions des personnages et dans les sens qu'ils ont de leur identité,. Pour atteindre une sécurité financière, Nick et Clay se réinventent à Venise, au prix de leurs actions criminelles.

## Accueil

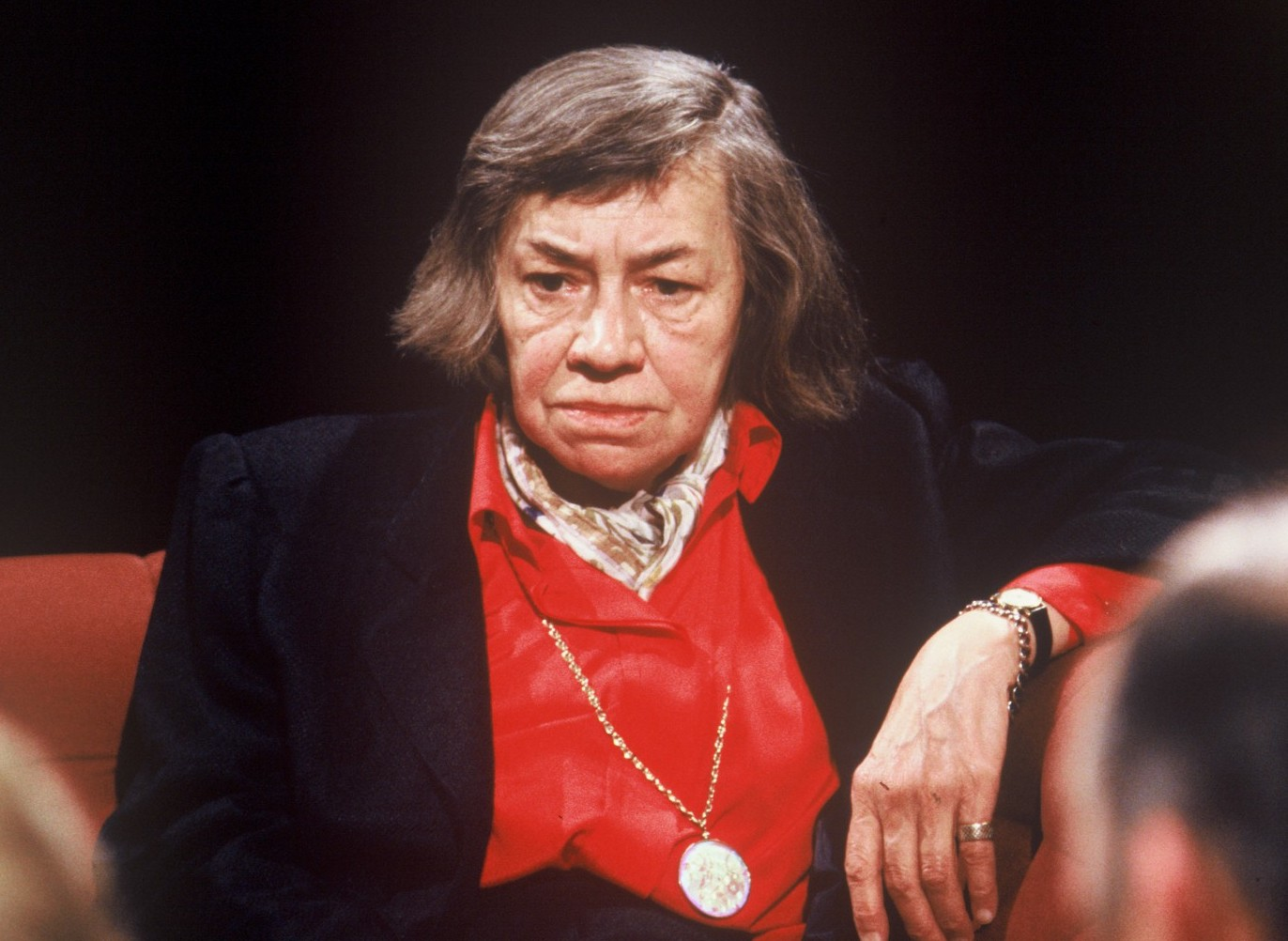
Un si joli crime a été comparé aux œuvres de Patricia Highsmith (représentée en 1988).

Les critiques littéraires ont comparé Un si joli crime aux œuvres de Patricia Highsmith, en particulier à son roman Monsieur Ripley (1955), citant des caractéristiques communes comme des protagonistes aux tendances criminelles et une certaine ambiguïté morale,. Le livre a aussi été comparé aux œuvres de Alan Hollinghurst, y compris à son roman de 1988 La Piscine-bibliothèque,. Un si joli crime est l'un des cinq finalistes de 2020 pour le Los Angeles Times Book Prize dans la catégorie roman policier/thriller. Il est listé par O, The Oprah Magazine dans le top 20 des meilleurs livres de 2020,. Le New York Times décrit le livre comme « un élégant thriller » et il a reçu des critiques élogieuses dans Publishers Weekly, Kirkus Reviews et BookPage,,.
De nombreux critiques ont salué la bienveillance avec laquelle Bollen dépeint ses protagonistes et son examen de l'identité noire de Clay dans le contexte du racisme au sein de la communauté LGBT. Dans sa critique, Alessandro décrit l'analyse que le roman fait de la relation entre Nick et Clay, en particulier lorsqu'elle est mise à l'épreuve par les difficultés qu'ils rencontrent, comme « profonde et sincère »,. Un critique du Publishers Weekly, le rejoignant sur ce point, écrit que si le récit se concentre sur le « si joli crime », « l'histoire tire sa force de la romance homosexuelle ». Patrick Sullivan, écrivant pour le Library Journal, loue lui aussi la représentation de la relation de Clay avec Freddy et Nick.
Michael Cart, de Booklist, décrit Un si joli crime comme ayant « une intrigue et un rythme efficace », mais Randy Rosenthal écrit dans la Los Angeles Review of Books que le livre « manque non seulement de beauté artistique, mais aussi de l'excitation d'un thriller ». Rosenthal critique le rythme au début du roman, le jugeant trop lent, et décrit l'intrigue, les personnages et le langage comme irréalistes. Il considère l'intrigue comme plus intéressante vers la fin et salue l'examen fait par Bollen du surtourisme à Venise. Dans une critique du Washington Post, Dennis Drabelle s'interroge sur la vision optimiste que donne Bollen de la relation entre Nick et Clay dans ce « monde malhonnête et brutal » mais apprécie le suspense du roman et sa représentation de Venise. Katherine B. Weissman, de Bookreporter, tout en considérant que les personnages secondaires, tels que Battista et Dulles, sont plus intéressants que Nick et Clay, applaudit le degré de suspense et le cadre du roman, décrivant la représentation que Bollen donne de Venise comme « à la fois juste et éloquente ».